# Жульдиков, Никита Александрович
Ники́та Алекса́ндрович Жульдиков (род. 16 августа 1996, Челябинск) — российский хоккеист, защитник.

## Карьера
Воспитанник челябинской хоккейной школы. За «Белых Медведей» в МХЛ выступал с сезона 2013/14. За «Трактор» в КХЛ дебютировал 28 августа 2015 года в матче против «Югры». 6 мая 2019 года был обменян в уфимский «Салават Юлаев» на защитника Терещенко и голкипера Федотова.
Всего в КХЛ в составе «Трактора» и «Витязя» сыграл 68 матчей и набрал 5 очков (1+4) по состоянию на 2024 год. Также играл в высших лигах Украины и Казахстана.
Серебряный призёр молодёжного чемпионата мира (2016)

## Личная жизнь
Сын вратаря «Трактора» Александра Жульдикова.